# Bulbophyllum alcicorne
Bulbophyllum alcicorne là một loài phong lan thuộc chi Bulbophyllum.